# Philo Farnsworth
Philo Taylor Farnsworth (Indian Springs, Utah, Salt Lake City, Utah, 19 de agosto de 1906 - Salt Lake City, 22 de marzo de 1971) fue un inventor estadounidense conocido por crear la primera televisión totalmente electrónica. En concreto, trabajó en la creación de un dispositivo para la recolección de imágenes electrónicas (tubo de cámara de vídeo), y mostró por primera vez al público un sistema de televisión completamente electrónico.
Su sistema fue utilizado por David Sarnoff, magnate de la radio, en 1938. Este último no debió pagar dinero alguno, ya que la patente había vencido.
La redención de Farnsworth se dio en 1969, al presenciar, en el dispositivo que él había diseñado (y que Sarnoff había utilizado de forma gratuita), la llegada del hombre a la Luna.
En etapas posteriores de su vida, Farnsworth inventó también un pequeño dispositivo de fusión nuclear conocido como fusor.[cita requerida]

## Primeros años de vida
Philo T. Farnsworth fue hijo de Lewis Edwin y Serena Bastian Farnsworth, pertenecientes a La Iglesia de Jesucristo de los Santos de los Últimos Días.
Philo, que había nacido en una cabaña de madera, no conoció la electricidad hasta la primavera de 1919, cuando su familia se mudó a Rigby (Idaho), donde trabajaron como medieros.
El joven Philo desarrolló un interés temprano por la electrónica después de su primera conversación telefónica y el descubrimiento de una serie de revistas científicas en el desván de la nueva casa de la familia en Rigby. Con estas revistas y libros de ciencia prestados aprendió Física por su cuenta, estudiando las teorías de Einstein, al tiempo que se dedicaba a reparar y construir dispositivos eléctricos con piezas encontradas por la granja.
Interesado en la posibilidad de un sistema electrónico que uniese las características de la radio y el cine, transmitiendo a un tiempo imagen y sonido, descubrió que algunos inventores, como George Carey, W. E. Sawyer, Maurice Leblanc y Paul Nipkow ya habían trabajado en ese campo, aunque con escaso éxito, y pensó, acertadamente, que esos sistemas de televisión mecánica no funcionarían lo bastante rápido para captar una imagen nítida.

## Principio del inventor
En los libros y revistas científicas que leía había descubierto la existencia de una nueva partícula, el electrón, y pensaba que ahí estaba la solución para transformar la luz en electricidad. Un día en que trabajaba con una cosechadora, se le ocurrió que un haz de electrones desviado magnéticamente para que operase línea por línea, como hacía la cosechadora, podía soportar la imagen, de un modo parecido a como trabajan los ojos al leer un libro.
En aquel momento tenía 14 años y, junto con su profesor de química del instituto, Justin Tolman, desarrolló en seis meses los aspectos teóricos de su idea.
Al año siguiente, su familia se trasladó a un lugar cercano a Provo, en Utah, donde compartían casa con otra familia, los Gardner. Philo, con sólo quince años, fue admitido en la Universidad de Brigham Young, pero la muerte de su padre dos años más tarde, en 1923, y las dificultades económicas familiares le obligaron a interrumpir sus estudios. En 1926 pidió a los Gardner, la familia con la que compartían vivienda, la mano de su hija Elma, a la que llamaban "Pem", aunque las circunstancias hicieron que el matrimonio tardase en celebrarse.

Philo Farnsworth en el Salón Nacional de las Estatuas, Washington D.C.

Ese mismo año había abierto con Cliff Gardner, hermano de Pem, un negocio de instalación y reparación de aparatos de radio que había resultado un fracaso, así que, buscando un empleo, se inscribió en el servicio de colocaciones de la Universidad de Utah.
Allí conoció a George Everson, un promotor de fondos profesional, que había contratado a Philo, junto con otros estudiantes, para realizar una encuesta. Farnsworth logró que este y su socio financiaran su invento y le concedieran la mitad de las acciones de la compañía creada por los tres, que trabajaría en San Francisco.
Se trasladó a Los Ángeles para llevar a cabo su investigación.
Ya casado con Pem Gardner, se mudó con ella y con su cuñado Cliff, a San Francisco, para trabajar en su invento.
En esta época construyeron la primera cámara de válvula de la televisión electrónica, a la que Farnsworth llamó disector de imagen. Inventó además un tubo de rayos catódicos frío y utilizó un matraz Erlenmeyer de fondo plano, como los utilizados en las clases de química, como válvula de imagen, a la que llamó "oscilita de imagen".
Tras varios ensayos y errores, el 7 de septiembre de 1927, el sistema transmitió su primera señal, una simple línea recta en movimiento. En 1928, Farnsworth había desarrollado el sistema lo suficiente como para hacer una manifestación pública, y un año después, su sistema de televisión no tenía partes mecánicas en movimiento.
El invento de Farnsworth aún no estaba patentado, por lo que se guardaba en secreto, pero el entonces recién nombrado presidente de la RCA, David Sarnoff, temiendo que la televisión acabase por desplazar a la radio, contrató en 1930 a un ingeniero nacido en Rusia, Vladimir Zworykin, que trabajaba en un diseño parecido al de Farnsworth, aunque había problemas que no sabía resolver. Zworykin, sin decirle que trabajaba para la RCA, se presentó como un colega interesado en intercambiar opiniones y visitó su laboratorio durante tres días enteros, aprovechando la ocasión para espiar la investigación de Farnsworth.
El proyecto de la RCA seguía utilizando un escáner mecánico, así que Sarnoff le dio a Zworykin un generoso presupuesto y un año de plazo para desarrollar el dispositivo. Como no lo consiguió, en 1931 David Sarnoff le hace a Farnsworth, en nombre de la RCA, una oferta para comprar sus patentes, pero él se negó. En junio de este año, Farnsworth se unió a la empresa Philco y trasladó su laboratorio a Filadelfia. Mientras el invento de Farnsworth iba perfeccionándose, Sarnoff conseguía el monopolio de la reciente industria de la televisión, en la que las pequeñas compañías de radio no tenían muchas posibilidades de competir, en los años posteriores al hundimiento bursátil de 1929. En 1932 la RCA presentó una televisión electrónica similar a la de Farnsworth, atribuyéndole el invento a Zworykin. Esto los llevó a un proceso judicial que, a pesar del enorme poder de los abogados de la RCA, se falló a favor de Farnsworth, y en el que incluso prestó declaración Justin Tolman, el profesor de química que, cuando Farnsworth era adolescente, había sido testigo del nacimiento del proyecto. La compañía apeló y perdió, pero el juicio había durado varios años, y para cuando Sarnoff accedió a pagarle las regalías al verdadero inventor, este estaba arruinado y su salud se había deteriorado.
En la Feria Mundial en Flushing Meadows, en Nueva York, RCA se presentó como patrocinador del Pabellón de la Televisión, obtuvo los derechos de retransmisión del evento y logró el monopolio del sector. Farnsworth se había iniciado en la fabricación de televisores, pero la producción se detuvo con la entrada en guerra de EE. UU., de modo que se vio obligado a vender los activos de su compañía a International Telephone and Telegraph, que poco después abandonaba la industria de la televisión para dedicarse a la producción de radares. Cuando terminaron sus patentes, que pasaron a ser de dominio público en 1947, no le había dado tiempo a hacer fortuna. Para entonces, RCA estaba produciendo seis mil televisores al año, cifra que se centuplicó en los años siguientes.
Farnsworth sufrió una crisis nerviosa de la que nunca se recuperó totalmente. Desde 1949, dejó de trabajar en proyectos relacionados con la televisión, aunque sí investigó sobre energía atómica y electrónica. Al final de su vida era un perfecto desconocido y estaba desilusionado e inmerso en la depresión y alcoholismo.

HORVITZ,L.A.,¡Eureka! Descubrimientos científicos que cambiaron el mundo, Ed. Paidós,Barcelona, 2003, p. 117

 Enfermó gravemente de neumonía y murió el 11 de marzo de 1971 -curiosamente el mismo año que Sarnoff-, teniendo en su haber más de trescientas patentes.

## Inventos

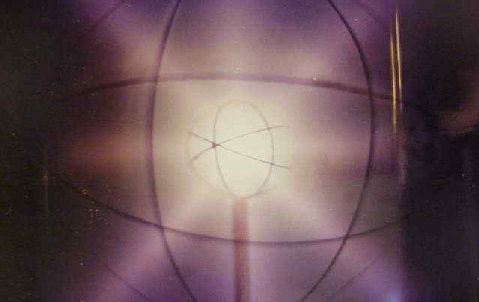
Fusor Farnsworth en funcionamiento.

### Tubo de televisión (Disector de imagen)
Farnsworth desarrolló el primer tubo de vacío para el rodaje de televisión, una idea que concibe a la edad de 14 años y desarrolla a los 21 años. Fue el primer paso hacia la televisión electrónica que suplantaría a la televisión electromecánica. Esta invención se utilizó en todos los televisores y los tipos de aparatos hasta el final del siglo XX cuando la industria desarrolla los sensores CCD.

### Televisión electrónica
Farnsworth elaboró el principio del disecador de imágenes en el verano de 1921, poco antes de cumplir quince años, y demostró la primera versión del trabajo el 7 de septiembre de 1927. Su inspiración para escanear una imagen como serie de líneas vino del movimiento hacia adelante y hacia atrás que usaba un granjero para arar un campo. En el curso de una demanda por interferencia de patente presentada por RCA en 1934 y decidida en febrero de 1935, su profesor de química de la escuela secundaria, Justin Tolman, produjo un boceto que había hecho de un dibujo de pizarra que Farnsworth le había mostrado en la primavera de 1922. Farnsworth ganó la demanda ; RCA apeló la decisión en 1936 y perdió. Aunque Farnsworth recibió regalías por RCA, nunca se hizo rico. El tubo de cámara de vídeo que evolucionó a partir del trabajo combinado de Farnsworth, Zworykin y muchos otros se utilizó en todas las cámaras de televisión hasta finales del siglo XX, cuando las tecnologías alternativas como los dispositivos de carga acoplada (CCD) comenzaron a aparecer.
Farnsworth también desarrolló el "oscilito de imagen", un tubo de rayos catódicos que mostraba las imágenes capturadas por el disector de imagen. 
Farnsworth llamó a su dispositivo un disector de imagen porque convirtió elementos individuales de la imagen en electricidad uno a la vez. Sustituyó los discos giratorios con cesio, un elemento que emite electrones cuando se exponen a la luz.

### Primer reactor de fusión nuclear
El fusor Farnsworth-Hirsch, o simplemente fusor fue la primera experiencia de la fusión nuclear a fines del 1960. El fusor un aparato diseñado por Farnsworth para crear la fusión nuclear. A diferencia de la mayoría de los sistemas de fusión controlados, que lentamente calientan el plasma magnéticamente confinado, el fusor inyecta iones de alta temperatura directamente en una cámara de reacción, evitando así una cantidad considerable de complejidad.
Cuando el fusor de Farnsworth-Hirsch se introdujo por primera vez en el mundo de la investigación de la fusión a finales de los años sesenta, se convirtió en el primer dispositivo que pudo demostrar claramente las reacciones de fusión. Las esperanzas de que podría ser rápidamente desarrollado en una fuente de energía práctica, eran altas. Sin embargo, como con otros experimentos de fusión, el desarrollo en una fuente de energía ha resultado difícil. Sin embargo, el fusor se ha convertido desde entonces en una fuente práctica de neutrones y se produce comercialmente para este papel.

### Otras invenciones
Cuando murió, Farnsworth tenía 300 patentes estadounidenses y extranjeras. Sus invenciones contribuyeron al desarrollo del radar, de los dispositivos de visión nocturna infrarrojos, del microscopio electrónico, de la incubadora, del gastroscopio, y del telescopio astronómico.

## Homenaje
En la serie de televisión Futurama, al personaje del Profesor Farnsworth se le colocó el apellido en homenaje a Philo Farnsworth. Más tarde, en el episodio All the Presidents' Heads, se revela que, tanto Fry como el personaje son, en realidad, su descendientes.
Del mismo modo, es probable que la analista de la serie Fringe, Astrid Farnsworth (personaje interpretado por Jasika Nicole), tuviese el apellido en homenaje a Philo Farnsworth.
El dispositivo de comunicación de la serie Almacén 13 se llama Farnsworth, porque en la ficción fueron fabricados por él. En el tercer episodio de la segunda temporada, sale él mismo haciendo experimentos en unos laboratorios secretos del ejército y después enseñan una parte del almacén donde, en un lateral guardan recambios electrónicos elaborados por él, y en el otro se encuentran algunos relacionados con su trabajo con la fisión nuclear.